# Vincenzo Fuxa
Vincenzo Fuxa (Palermo, 28 gennaio 1820 – Bagheria, 9 agosto 1903) è stato un patriota e militare italiano, fu uno dei 1089 componenti della Spedizione dei Mille guidata da Giuseppe Garibaldi.

## Biografia
Vincenzo Fuxa rese parte attivamente ai moti rivoluzionari nel 1848, contro i Borboni. Dapprima al comando del primo battaglione di fanteria dell'esercito siciliano, in seguito fu comandante militare del distretto di Nicosia.
Il 28 febbraio 1849 Ferdinando II di Borbone riprendeva possesso della Sicilia, e il Fuxa fu costretto a vivere in esilio, recandosi a Malta.
Nel 1860 si unì a Talamone ai Mille di Giuseppe Garibaldi.
Sbarcato in Sicilia, il Generale lo inviò in missione a Castelvetrano, poi a Gibilrossa insieme a Giuseppe La Masa.
Al termine della spedizione venne nominato colonnello onorario ed insignito della croce di cavaliere dell'Ordine Militare Savoia.
Dal 1862 al 1864 fu maggiore del Regio esercito.